# Séphiroth (Final Fantasy)
Pour les articles homonymes, voir Sephiroth.
Séphiroth (セフィロス, Sefirosu) est un personnage de fiction du jeu de rôle Final Fantasy VII développé par Squaresoft. Présenté comme l'antagoniste principal, le character designer Tetsuya Nomura voulait que son rôle dans l'histoire soit différent des autres ennemis de la série Final Fantasy en faisant de son apparence un contraste avec le héros du jeu Cloud Strife. 
Sa voix japonaise est d'abord assurée par Shinichiro Miki (dans Ehrgeiz) puis par Toshiyuki Morikawa ; en anglais, après avoir été doublé par Lance Bass dans Kingdom Hearts, il a la voix de George Newbern ; sa voix française est celle de Bruno Choël.
C'est un personnage doté d'un charisme puissant, de longs cheveux argentés, de vêtements noirs et d'un odachi nommé Masamune. Son ambition, dans Final Fantasy VII, est de blesser la planète pour accumuler et canaliser l'énergie afin de devenir un être unique et supérieur qui ne fera plus qu'un avec la planète et l'univers, et semble mû par la folie. Cette démesure que l'on retrouve à un certain moment de l'intrigue a sûrement contribué à l'élévation du statut de ce personnage dans le cœur des joueurs. Le combat final contre Séphiroth, à la fin du jeu, est sur fond de deux musiques originales (Birth of God pour la première phase et One-Winged Angel contre Safer Séphiroth). Les scènes cinématiques de l'incendie de Nibelheim et de la mort d'Aeris ont également toutes deux marqué les esprits.
Dans Final Fantasy VII, Séphiroth est le résultat d'une expérience de la Shinra, où ils ont implanté des cellules de la forme de vie extraterrestre Jénova sur un être humain. Ayant le sentiment d'avoir atteint un stade au-dessus de l'humanité, Séphiroth décide de devenir un dieu et de prendre le contrôle de la planète ; Cloud et les autres protagonistes décident de l'arrêter. Le rôle de Séphiroth ainsi que son histoire personnelle sont développés dans les titres de la série Compilation of Final Fantasy VII. Il apparait également comme un boss optionnel dans la série Kingdom Hearts et d'autres jeux développés par la compagnie.
Séphiroth a valu certaines considérations très élevées de la part de nombreux fans, qui le considèrent aujourd'hui encore comme le « plus grand méchant » des Final Fantasy et des jeux vidéo en général. Plusieurs types de marchandises ont été développés sur son apparence, tels que des figurines. Son nom est tiré du concept kabbalistique du Sephiroth — les dix puissances créatrices de l'Univers.

## Création du personnage
Séphiroth a été imaginé par le character designer de Final Fantasy VII Tetsuya Nomura. Son personnage existait dès lors que Nomura a estimé que l'intrigue du jeu parlerait de Cloud Strife poursuivant Séphiroth, d'ores et déjà le principal antagoniste. Pendant l'écriture de l'intrigue, Nomura voulait faire apparaître Séphiroth tôt dans le jeu puis suivre sa route pour que les joueurs ne rencontrent pas le boss final du jeu trop tard. Pendant un moment, Séphiroth était censé être le premier amour d'Aeris Gainsborough dont elle se souviendrait en voyant Cloud. Avant de terminer le jeu, Séphiroth a été soudainement remplacé par Zack Fair par Nomura. Le directeur du jeu Yoshinori Kitase estime que le rôle de Séphiroth dans le jeu est l'une des raisons qui ont rendu le jeu très populaire. Nomura parle plus tard de Séphiroth comme « l'antagoniste ultime de la saga Final Fantasy VII. Personne d'autre ne peut l'être. » et le considère comme un ennemi d'une ancienne génération par rapport à ses « successeurs ». Dans les premières versions du jeu, Séphiroth se montre déjà brutal et cruel, avec une forte volonté et un ego calme. Il souffre également d'une addiction à la Mako, un état semi-conscient de la forte exposition à l'énergie Mako, mais développe un syndrome de sevrage où il perd son sang-froid, mal causé par sa folie, faisant de lui un cas unique.
Il a aussi été imaginé que Séphiroth fasse croire à Cloud qu'il n'est une création de son esprit, mais cette théorie a été abandonnée plus tard. Dans une autre scène supprimée, quand son véritable corps est vu dans le Cratère Nord, il a les courbes d'une femme.
Son nom vient de la Kabbale, où les dix Séphiroth de l'Arbre de Vie représentent les dix attributs que Dieu a créé et à travers lesquels il peut se manifester.
L'illustrateur Yoshitaka Amano et Nomura ont dessiné le personnage de Séphiroth. Il a de longs cheveux platine et les yeux cyan clair avec des pupilles de chat, et est représenté en habit noir avec des épaulières métalliques. Depuis son apparition en tant que Safer Séphiroth, Séphiroth a une aile d'ange noire sur le dos qui fait référence au thème de la musique One-Winged Angel. À la sortie de Crisis Core: Final Fantasy VII, l'équipe a déclaré que la couleur de l'aile noire vient des notions du mal. Nomura a déclaré que Séphiroth a été conçu dans l'idée d'être un contraste complet du protagoniste du jeu, les dessins originaux de Cloud montrant ce dernier les cheveux noirs, lissés en arrière, sans pointes.
Son arme, le Masamune, qui apparait dans plusieurs titres de la série Final Fantasy, est un katana de taille démesurée dont il a appris le maniement pendant ses années de service dans le SOLDAT. Le Masamune tire son nom du célèbre forgeron japonais Goro Nyudo Masamune, dont les sabres sont aujourd'hui considérés comme des trésors nationaux par le Japon.
Séphiroth a été ajouté dans Final Fantasy VII Advent Children, le film faisant suite au jeu dans la série, quand le scénariste Kazushige Nojima a estimé que le scénario du film serait moins divertissant sans lui. Son retour a été prévu dès le début de l'écriture, mais la raison officielle n'a été donnée qu'ultérieurement. Nomura avait initialement prévu de le faire apparaître dès le début, mais les dessinateurs ont passé deux ans à développer son design qui leur a causé bien des difficultés. D'autres détails ont été ajoutés pour souligner le caractère d'un autre monde de Séphiroth comme le fait qu'il ne cligne jamais des yeux ni ne respire, et que sa voix semble toujours calme. L'équipe a déclaré que sa force a considérablement augmenté au point que Séphiroth avait « atteint un nouveau niveau d'existence. » Malgré des débuts difficiles pour trouver qui lui donnerait sa voix, Nomura a déclaré qu'une fois que Toshiyuki Morikawa avait auditionné pour le rôle, il l'a jugé convenable. Morikawa a été aidé par l'équipe pour l'intonation de Séphiroth afin que ses paroles montrent à quel point le personnage se sent supérieur. Le directeur vocal et Morikawa sont convenus que le son de la voix de Séphiroth devait être calme au point qu'il n'aurait pas été vaincu par Cloud, donnant le sentiment à Morikawa qu'il peut réapparaître et continuer leur combat.

## Apparitions

### Dans laCompilation of Final Fantasy VII
Séphiroth apparaît comme principal ennemi de Final Fantasy VII, en commençant ses faits d'armes dans l'intrigue en tuant le président de la compagnie Shinra. Séphiroth était auparavant le meilleur et le plus puissant des membres du SOLDAT, division de guerriers d'élite de la Shinra et élevé au rang de héros de la guerre de Utai. Après la guerre, Séphiroth est envoyé en mission au village de Nibelheim, où il découvre qu'il est le résultat d'une expérience biologique faite à partir des cellules d'une forme de vie extraterrestre appelée Jenova,. Apprenant que Jenova a essayé de prendre le contrôle de la planète des années avant, Séphiroth décide de suivre sa voie. Séphiroth incendie ensuite le village et tue beaucoup de personnes, mais il est ensuite supposé mort après un affrontement avec le protagoniste Cloud Strife et son ami Zack Fair,. Quelques années plus tard, Séphiroth revient pour continuer sa mission.
L'objectif ultime de Séphiroth est de devenir un dieu contrôlant la planète entière en fusionnant avec la force vivante de la planète, connue sous le nom de Rivière de la Vie, et en en prenant le contrôle. Dans ce but, il doit invoquer le Météore, une météorite destructrice de l'espace qui peut dramatiquement blesser la planète, mettant ainsi à nu la Rivière de la Vie. Afin d'y parvenir, il doit affronter les protagonistes du jeu (Cloud et ses camarades) ainsi que la méga-corporation antagoniste Shinra. Malgré ses multiples apparitions au cours du jeu, il est révélé qu'il s'agit de Jenova ayant pris sa forme, alors que le vrai corps de Séphiroth était scellé dans le Cratère Nord.
Par conséquent, il utilise des copies de lui-même afin de lui apporter la Matéria noire, l'objet nécessaire pour invoquer le Météore, y parvenant en manipulant Cloud, en le persuadant qu'il n'est qu'un clone,. Dans le combat final du jeu, Séphiroth prend deux formes pour se battre : la première est Bizarro Sephiroth (リバース・セフィロス), Séphiroth en forme de cocon, et Safer Sephiroth (セーファ・セフィロス), un Séphiroth de forme angélique. Après sa défaite, Séphiroth réapparaît dans l'esprit de Cloud, avant d'être battu.
Séphiroth fait de brèves apparitions dans la préquelle, Before Crisis: Final Fantasy VII, dans lequel il est engagé par la Shinra dans leur combat contre le groupe terroriste Avalanche et plus tard, le jeu offre une relecture de sa trahison envers la Shinra et sa mort apparente dans son combat contre Cloud. Séphiroth apparaît aussi brièvement dans Final Fantasy VII Advent Children, un film d'animation en image de synthèse se déroulant deux ans après la fin de Final Fantasy VII, où Kadaj, Loz et Yazoo, les antagonistes du film et « héritiers » de la volonté de Séphiroth, essaient de le réincarner. Bien que Kadaj y parvienne, Cloud Strife défait à nouveau Séphiroth, dont le corps revient à la forme de celui de Kadaj. Séphiroth est aussi le sujet du chapitre Case of the Lifestream - Black de la nouvelle On the Way to a Smile: Final Fantasy VII. Prenant place à la fin du jeu Final Fantasy VII, Séphiroth crée la maladie du Geostigma, une maladie non contagieuse qui touche les personnes ayant été en contact avec une Rivière de la Vie teintée.
Séphiroth apparaît encore comme un des antagonistes de l'OAV Last Order: Final Fantasy VII qui décrit notamment la destruction de Nibelheim. Dirge of Cerberus: Final Fantasy VII comporte aussi quelques mentions de Séphiroth, plus particulièrement lors de dialogues à propos des expériences menées pour que Lucrécia Crescent donne naissance. Il apparaît enfin comme personnage principal de la préquelle Crisis Core: Final Fantasy VII où il part avec le protagoniste Zack Fair à la recherche de deux membres du SOLDAT rebelles, Genesis et Angeal, dont il était proche,, mais lors de la destruction de Nibelheim, il revient à son rôle premier. Séphiroth devient alors un boss, tandis qu'une copie de lui-même devient optionnel sous le nom de « Expérience no 124 ». Le producteur exécutif Yoshinori Kitase est ravi du rôle de Séphiroth dans Crisis Core où il a un « côté bien plus humain ».

### Autres jeux
Sa première apparition hors Final Fantasy VII est en tant que personnage jouable dans le jeu de combat Ehrgeiz. Une version redessinée de Séphiroth apparaît également dans les versions américaine et européenne du jeu Kingdom Hearts comme boss optionnel dans le Colisée de l'Olympe,. Dans une réédition japonaise du jeu, Final Mix, une scène additionnelle montre Séphiroth et Cloud se combattre sans voir la conclusion du combat. Il n'apparaît pas dans la séquelle Kingdom Hearts: Chain of Memories car le directeur du Tetsuya Nomura n'est pas parvenu à lui donner une histoire intéressante face à Cloud et a craint des reproches de fan si Séphiroth n'avait pas un rôle notable dans le jeu. Il revient cependant comme boss optionnel de la suite Kingdom Hearts 2 après une première rencontre avec le protagoniste de la série, Sora, puis Cloud, qui le pourchasse. Quand Séphiroth combat Cloud, les deux épéistes disparaissent, laissant Sora supposer qu'ils sont partis se battre ailleurs. Nomura a dit que dans ce jeu, Séphiroth représente le côté sombre de Cloud tandis que Tifa Lockhart est son côté lumineux. Bien que Séphiroth n'apparaisse pas dans la préquelle Kingdom Hearts: Birth by Sleep, il est cité comme étant le héros que Zack Fair aspire à devenir. L'équipe, cependant, ignore s'ils vont le dépeindre comme une incarnation des ténèbres comme dans les autres titres. La quatrième apparition de Séphiroth prend place dans les versions Special et Portable du jeu Itadaki Street, où il est un des personnages jouables à débloquer,.
Séphiroth est aussi l'ennemi associé à Final Fantasy VII dans le jeu Dissidia: Final Fantasy. Son affrontement contre Cloud dans ce jeu est basé sur ceux prenant place dans Final Fantasy VII et Advent Children. Tout comme le reste des personnages présents, Séphiroth a été confirmé comme présent dans la suite Dissidia 012 Final Fantasy. Il apparaît également dans le jeu de plates-formes LittleBigPlanet comme modèle ; Alex Evans de Media Molecule s'est senti « honoré » d'ajouter Séphiroth dans le titre. Enfin, Séphiroth est également un personnage déblocable dans Theatrhythm Final Fantasy.
Il apparaît aussi dans Super Smash Bros. Ultimate en tant que DLC.

## Thèmes musicaux
Dans Final Fantasy VII, Séphiroth inspire trois des morceaux du jeu composés par le compositeur de la série Nobuo Uematsu. Son thème initial est "Those Chosen by the Planet" (星に選ばれし者, Hoshi ni Erabareshi Mono), une pièce utilisant cloches, des percussions, et un chœur profond, qui accompagne les apparitions de Séphiroth tout au long de la partie. Durant le combat final, "Birth of a God" (神の誕生, Kami no Tanjō) est joué pendant que le joueur affronte la première forme de Séphiroth, Bizarro Séphiroth (appelé aussi Reverse Séphiroth). Le thème le plus connu est "One-Winged Angel" (片翼の天使, Katayoku no Tenshi, lit. "l'ange à une aile"), joué durant le combat ultime contre Séphiroth. Dans une interview diffusée dans Game Makers (anciennement Icons) de la chaîne G4, Uematsu a expliqué que ce morceau a été pensé comme un mélange des styles musicaux du compositeur russe, naturalisé français, puis américain, Igor Stravinsky et du guitariste rock Jimi Hendrix. La chanson tourne autour de l'image du personnage, alors qu'Uematsu pensait totalement à lui quand il écrivait. Deux reprises officielles ont été faites, la première étant une ré-orchestration différente audible dans Kingdom Hearts. Dans Advent Children, une version révisée du thème de One-Winged Angel est joué tout au long de la bataille entre Cloud et Séphiroth, cette fois avec le style metal progressif du groupe de Nobuo Uematsu, The Black Mages, accompagné d'un orchestre symphonique et de nouvelles paroles. Il y a aussi une quatrième version intitulée The World's Enemy qui est présente dans Crisis Core.

## Impact culturel

### Réception critique
Les magazines de jeux, à de multiples occasions, ont désigné Séphiroth comme l'un des personnages les plus remarquables de la série ; en mars 2006, IGN classe Séphiroth comme numéro 2 dans son « Top 10 du mardi: Les ennemis les plus mémorables », tandis que dans le « Top 100 Videogame Villains », il termine quatrième,. En octobre 2005,Electronic Gaming Monthly classe Séphiroth numéro 1 dans un top 10 des « Boss de jeu vidéo ». Le site Jeuxvideo.com classe également Séphiroth 1er de son dossier des « 20 plus grands méchants de l'histoire du jeu vidéo », incarnant pour eux « le méchant parfait, tout en classe et en élégance, mais à la puissance incroyable. »
En décembre 2009, UGO Networks place Séphiroth vingt-cinquième de leur liste du Top 25 des personnages de RPG japonais le citant comme « l'un des méchants les plus visuellement frappants de tous les temps » tout en notant sa différence avec les antagonistes des précédents Final Fantasy. PCWorld l'a classé deuxième des « 47 Méchants des jeux vidéo les plus diaboliques » avec une mention spéciale pour son histoire. GameSpy l'a placé 8e du « Top 10 des Méchants dans les Jeux » par Cary Schwartzman qui a fait un commentaire sur la difficulté de le battre dans Final Fantasy VII.
Un sondage parmi les lecteurs de GameSpot a placé au sommet de la liste, emportant cinq fois plus de voix que le deuxième, Bowser, la plupart des commentaires soulignant la difficulté du combat parmi d'autres points le distinguant des autres. Séphiroth a été classé premier du « Final Fantasy VII: Top 10 des personnages » du site IGN dans lequel l'auteur Dave Smith a commenté qu'il est le « champion poids lourds de méchants de Final Fantasy », louant son apparence et les raisons pour lesquelles il a changé de camp. Il prend la même place dans le « Top 25 des Personnages de Final Fantasy » par le même site. Dans le « Choix des Lecteurs de Final Fantasy » de l'IGN, également écrit par Smith, Séphiroth a terminé quatrième, les observations ont porté sur son importance dans l'intrigue du jeu. IGN a également mis Séphiroth dans les articles « Big Boss of the Day » et « Baddie Brawl », avec ce dernier en le comparant avec Liquid Snake deMetal Gear Solid,. Au cours de février 2010, les lecteurs de Famitsu ont élu Séphiroth vingt-et-unième personnage le plus populaire du jeu vidéo les plus populaires.
Certains éditeurs de jeu ont critiqué Séphiroth, comme David Smith de IGN, déclarant que « Sephiroth est certainement un beau gosse, mais ses motivations sont aussi claires que de la boue... » quand il compare les différents antagonistes de Final Fantasy. En comparant Séphiroth à l'ennemi de Final Fantasy VI, Kefka Palazzo, GamesRadar+ commente qu'il « semble aussi intéressant qu'un comptable mort peint en brun. » 1UP.com prend le parti de rire des multiples apparitions de Séphiroth après des morts apparentes et dans d'autres jeux, le classe troisième dans le classement « They Is risen » (Il est ressuscité), qui réunit les dix plus célèbres résurrections de jeux vidéo. La publication fait remarquer que si le personnage continue à être utilisé Square Enix finira par être « à court de moyens de remixer One-Winged Angel ». L'éditeur de GameSpy Ryan Scott a qualifié Séphiroth de « Roi des personnages surestimés » dans un dossier sur les ennemis du jeu Dissidia: Final Fantasy par GameSpy disant que les joueurs ont été impressionnés uniquement pour son look et pour avoir tué Aeris dans Final Fantasy VII. D'un autre côté, AnimeFringe estime que Séphiroth est un des « ennemis les plus connus de toute la série Final Fantasy ». L'appelant aussi «quintessence du bishounen aux yeux de beaucoup de fans - hommes et femmes», AnimeFringe le compare aussi à Kefka, mais louant sa complexité vu dans les flashbacks deFinal Fantasy VII dans lequel il doute et a peur de lui-même. Dans une rétrospective des ennemis de Final Fantasy, GamesRadar+ classe Séphiroth au sommet, citant ses motivations développées et ses actes condamnables.
La nature des combats de boss Séphiroth ont reçu un accueil similaire. Game Informer classe son aspect d'origine à la troisième place de la publication du « Top 10 des combats de boss », en disant que le « combat contre Séphiroth est excellent. » La chanteuse idol japonais Shoko Nakagawa, une fan déclarée de Final Fantasy VII, a déclaré sur un ton humoristique dans une interview qu'elle aimerait épouser Séphiroth.
La scène où Séphiroth tue Aeris dans Final Fantasy VII a également donné lieu à des commentaires au sujet du meurtre de Séphiroth ; ScrewAttack a noté qu'avec de telles actions, Séphiroth a été établi comme « le plus grand salaud » comparé à Cloud. GamesRadar+ l'a tout simplement appelé « le plus grand enfoiré dans le monde du jeu » quand l'auteur Shane Patterson a vu que le personnage d'Aeris était attrayant et que Séphiroth l'a tuée, alors que les joueurs n'étaient pas en mesure de jouer avec. Se référant aussi à la scène comme un moment choquant, GameSpot trouve la scène cinématique de Séphiroth traversant le feu de Nibelheim « pourrait être l'une des cinématiques les plus reconnaissables jamais à la grâce de jeux vidéo. » L'article de GamesRadar+ des « personnages non jouables avec lesquels on aimerait jouer » met en avant Séphiroth comme un personnage qu'ils auraient souhaité jouable dans Final Fantasy VII que celui « pourrait revivre l'embrochement d'Aeris comme un plaisir interdit, encore et encore. »
Les critiques ont aussi commenté sur son rôle dans d'autres jeux. GamePro exprime d'abord de la difficulté à le gérer en raison de son rôle d'antagoniste tardif, mais ils se sont habitués grâce au développement de l'histoire. IGN a déclaré que « même Séphiroth gagne sa place au soleil », faisant l'éloge de la profondeur de son passé qui allait plus tard faire son combat de boss plus divertissant. L'IGN britannique convient, en précisant que son personnage a reçu « une dimension plus humaine » et a apprécié certaines de ses manifestations, avant de devenir un antagoniste. Son combat de boss a également été cité dans « 25 combats de boss les plus badass » de 1UP.com dans lequel le personnel a salué la façon dont la bataille originale de Final Fantasy VII a été élargi dans le titre. Un article publié par GamerHelp inclut le combat contre le Séphiroth de Kingdom Hearts  dans une page intitulée « Les Boss les plus difficiles de tous les temps », notant que quelles que soient les compétences du joueur « sortir de cette rencontre indemne » n'est pas possible, au point de dire que l'affrontement a été plus difficile que la totalité de Final Fantasy VII. AnimeFringe a déclaré que seuls les joueurs d'un niveau avancé pourraient être en mesure de vaincre Séphiroth dans Kingdom Hearts à cause du fait que le joueur n'a pas de sauvegarde et que « [ses] attaques dévastatrices peuvent tuer en quelques secondes. »

### Utilisation commerciale
Séphiroth a servi de base à plusieurs types de marchandises, ce qui lui permet notamment de faire partie des figurines « Extra Knights » publiées par Bandai au Japon en 1997. Un autre modèle a été édité dans le cadre de la collection Play Arts après la sortie de Final Fantasy VII Advent Children. Kanji Tashiro, directeur merchandising de Square Enix, a déclaré lors de l'édition 2008 du Comic-Con de San Diego que ce jouet est devenu l'une de leurs meilleures ventes. Avec la sortie du film, il a également été inclus dans une série d'objets promotionnels, essentiellement constitués d'affiches. Kotobukiya a inclus le personnage dans de nombreux article, y compris une série de moulages à froid basé sur son apparence à la fois dans le jeu original et la suite au film. À la suite de campagnes promotionnelles organisées au Japon par Square Enix et Coca-Cola, une version de Séphiroth dans un style super deformed a été présenté dans les deux premiers volumes d'une collection de promotion. Des produits non liés à la sortie des jeux ou des films ont également été produits. Il s'agit notamment un chiffre dans le cadre de la série Final Fantasy Trading Arts Vol. 1, un ensemble dans le cadre de la collection Square minimum avec Cloud, et une figure rare de Safer Séphiroth dans le cadre de la série Final Fantasy Creatures (Chrome). Reverse Séphiroth a également été publié comme un élément normal dans le volume 2. Un item basé sur ses apparences des jeux Kingdom Hearts a été publié dans la deuxième série secondaire des Play Arts Kingdom Hearts. Certaines sociétés ont produit des répliques de l'épée de Séphiroth, la Masamune, comme un katana de 6 pieds (1,83 m) de long avec une lame affûtée en acier inoxydable. D'autres types de marchandises existent, comme des cartes à collectionner, porte-clés, briquets, cartes de téléphone et de jouets en peluche.